# Zasilatelství
Zasilatelství (též spedice) je podnikatelská činnost, kdy zasilatel (fyzická nebo právnická osoba) vlastním jménem a na vlastní zodpovědnost, zato na účet odesílatele (objednatele), zabezpečuje přepravu zásilek (zboží) z místa odeslání do místa doručení a/nebo související služby. Jde o činnost upravenou Živnostenským zákonem: živnost volná.
Zasilatel kromě samotné přepravy organizuje i překládání, skladování, proclení, pojištění, balení, třídění atd.
Bývá označován také jako speditér a podle smluvního vztahu svého druhu zprostředkovatel.